# Han (território)
O han (藩, han) ou domínio é o termo histórico japonês para a propriedade de um guerreiro após o século XII ou de um  daimiô no período Edo e início do período Meiji.

## História
No período Sengoku, Hideyoshi Toyotomi causou uma transformação no sistema han. O sistema feudal baseado na terra tornou-se uma abstração baseada em pesquisas cadastrais e rendimentos agrícolas projetados.
No Japão, um domínio feudal era definido em termos de renda anual projetada. Ele era diferente do feudalismo do Ocidente. Por exemplo, os primeiros japanologistas como George Appert e Edmund Papinot fizeram questão de destacar os rendimentos koku anuais que eram alocados para o clã Shimazu no Domínio Satsuma desde o século XII.
Em 1690, o han mais rico era o domínio de Kaga, com mais de 1 milhão de kokus.Ele situava-se nas províncias de Kaga,  Etchū e Noto.

## Período Edo
No período Edo, os domínios dos daimiôs eram definidos em termos de kokudaka, não em área territorial. As subdivisões provinciais imperiais e as subdivisões dos domínios xogunais eram sistemas complementares. Por exemplo, quando o xogum ordenava aos  daimiôs fazerem um censo de seu povo ou fazer mapas, o trabalho era organizado nas bordas do kuni provincial.

## Período Meiji
No período Meiji de 1869 a 1871, o título de  daimiô no sistema han era han-chiji (藩知事) ou chihanji (知藩事).
Em 1871, quase todos os domínios foram dissolvidos, com as províncias do Japão substituindo o sistema han. Na mesma época, o governo Meiji criou o Domínio Ryukyu que existiu de 1872 a 1879.